# Heinrich Heffter
Heinrich Heffter (* 17. Mai 1903 in Bad Polzin; † 13. Januar 1975 in Braunschweig) war ein deutscher Historiker.

## Leben und Wirken
Er besuchte von 1912 bis 1921 das Fürst-Otto-Gymnasium in Wernigerode. Während seines Studiums wurde er 1921 Mitglied der Turnerschaft Gottingo-Normannia in Göttingen. Seit 1921 studierte Heffter Geschichte, Philosophie und Völkerkunde an den Universitäten Göttingen, Tübingen und Leipzig und wurde 1927 bei Erich Brandenburg promoviert. Durch dessen Vermittlung erhielt er 1926 eine Stelle als wissenschaftlicher Mitarbeiter in der Lexikonredaktion des Brockhaus-Verlages in Leipzig, die er bis 1943 innehatte. Nach Kriegsteilnahme und -gefangenschaft 1945 zurückgekehrt, begann Heffter in Leipzig damit, seine Habilitationsschrift anzufertigen, ging aber aus politischen Gründen nach Westdeutschland. 1949 habilitierte er sich an der Universität Hamburg bei Egmont Zechlin und leitete anschließend bis 1954 die Forschungsstelle für die Geschichte Hamburgs von 1933 bis 1945 (heute Forschungsstelle für Zeitgeschichte in Hamburg). Seine These von einer Sonderrolle Hamburgs in der Zeit des Nationalsozialismus kann nach heutigem Forschungsstand nicht aufrechterhalten werden.
1954 wurde Heffter (zunächst als außerordentlicher Professor, seit 1956 als persönlicher Ordinarius und seit 1962 als ordentlicher Professor) als Nachfolger von Ernst August Roloff auf den Lehrstuhl für Geschichte der TH Braunschweig berufen, emeritiert wurde er 1969. Seit 1959 war er ordentliches Mitglied der Braunschweigischen Wissenschaftlichen Gesellschaft.
Bleibenden Wert hat Heffters Arbeit zur kommunalen Selbstverwaltung im 19. Jahrhundert. Anlässlich der 50. Wiederkehr von Heffters Berufung richtete das Historische Seminar der TU Braunschweig 2004 ein Kolloquium mit dem Titel Geschichtswissenschaft und kommunale Selbstverwaltung aus.
Ein Teil seines wissenschaftlichen Nachlasses wird heute im Landesarchiv Sachsen-Anhalt verwaltet.

## Schriften (Auswahl)
- Die Kreuzzeitungspartei und die Kartellpolitik Bismarcks (= Schriften des Sächsischen Forschungsinstitutes für neuere Geschichte, Bd. 1), Leipzig 1927.
- Die deutsche Selbstverwaltung im 19. Jahrhundert. Geschichte der Ideen und Institutionen, Stuttgart 1950, 2., überarbeitete Auflage, Stuttgart 1969.
- Otto Fürst zu Stolberg-Wernigerode, T. 1 (= Historische Studien, H. 434), hrsg. von Werner Pöls, Husum 1980, ISBN 3-7868-1434-1.